# Post (Tarent)

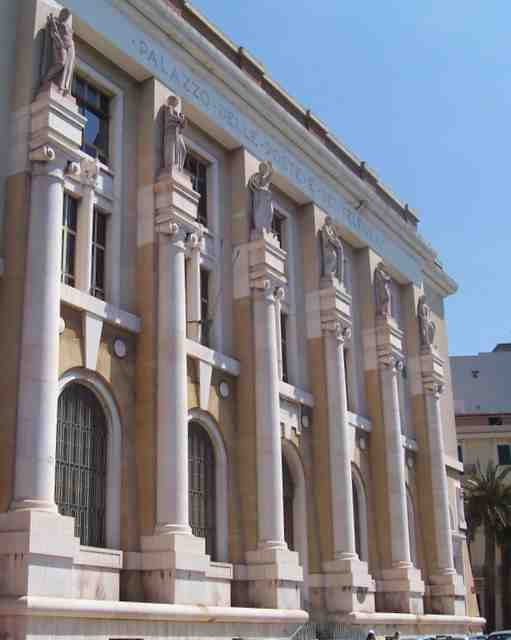
Hauptpostgebäude in Tarent

Das Postgebäude von Tarent ist die Zentrale der Italienischen Post in Tarent. Es wurde auf dem von König Viktor Emanuel III. im Jahr 1935 gekauften Grundstück erbaut (nachgewiesen durch den registrierten Vertrag des damaligen Ministeriums für Kommunikation). Die Arbeiten dauerten bis 1937.
Das Gebäude ist 23 m hoch; aber mit dem seitlichen Turm erhebt es sich noch um weitere 17 m. Obwohl es nur vier Stockwerke hat, hat es die typischen Ausmaße der Architektur der faschistischen Zeit, die die Monumentalität markiert und die Sicht auf das Mar Grande ermöglicht.
Die Fassade ist bis zum ersten Stock mit Kalkstein aus Trani und dann mit besonderem Putz und künstlichem Stein verkleidet. An der Hauptfassade befinden sich sechs Säulen, die von großen Glasscheiben unterteilt sind. Auf jeder Säule sind sowohl Statuen von Wissenschaftlern und Künstlern als auch Adler angebracht. Die große aus hochwertigem Marmor angereicherte Halle im Innern des Gebäudes steht dem Benutzerkreis zur Verfügung.
Die Struktur wurde nach dem Projekt des Architekten Cesare Bazzani neben dem Regierungspalast von Armando Brasini verwirklicht. 